# Phyllachora bakeriana
Phyllachora bakeriana är en svampart som beskrevs av Henn. 1908. Phyllachora bakeriana ingår i släktet Phyllachora och familjen Phyllachoraceae.   Inga underarter finns listade i Catalogue of Life.